# Jindřichův Hradec
Jindřichův Hradec é uma cidade checa localizada na região da Boêmia do Sul, distrito de Jindřichův Hradec.